# أعصاب حشوية
الأعصاب الحشوية هي أعصاب حشوية مقترنة (أعصاب تساهم في تعصيب الأعضاء الداخلية)، وتحمل ألياف الجهاز العصبي اللاإرادي (الألياف الحشوية الصادرة)، وكذلك الألياف الحسية من الأعضاء (الألياف الحشوية الواردة). تحمل جميعها أليافًا ودية باستثناء الأعصاب الحوضية في الحوض، والتي تحمل أليافًا لاودية.